# Karen Stives
Karen Elizabeth Stives (Boston, 3 de noviembre de 1950-Dover, 14 de agosto de 2015) fue una jinete estadounidense que compitió en la modalidad de concurso completo.
Participó en los Juegos Olímpicos de Los Ángeles 1984, obteniendo dos medallas, oro en la prueba por equipos (junto con Michael Plumb, Torrance Fleischmann y Bruce Davidson) y plata en la individual.

## Palmarés internacional
| Juegos Olímpicos | Juegos Olímpicos             | Juegos Olímpicos | Juegos Olímpicos |
| Año              | Lugar                        | Medalla          | Categoría        |
| ---------------- | ---------------------------- | ---------------- | ---------------- |
| 1984             | Los Ángeles (Estados Unidos) | Medalla de oro   | Por equipos      |
| 1984             | Los Ángeles (Estados Unidos) | Medalla de plata | Individual       |